# Андрей Савелиев
Андрей Николаевич Савелиев (на руски: Андрей Николаевич Савельев) e руски държавен и политически деятел, политолог, доктор на политическите науки.
Председател на политическа партия Велика Русия. Бивш депутат в Държавната дума (2003-2007). Ръководител на международния фонд „Руски информационен център“. Автор на повече от 300 научни и публицистични статии.

## Биография
Роден е на 8 август 1962 година в град Свободни, Амурска област. През 1985 година завършва Факултета по молекулярна и биологична физика към Московския физико-технически институт.
На 5 май 2007 година Савелиев е сред учредителите на партия Велика Русия в Москва и е избран за председател.